# Vitt Fjodorovič Skobarihin
Vitt Fjodorovič Skobarihin, sovjetski častnik, vojaški pilot in letalski as, * 25. junij 1910, Moskva, † 25. avgust 1989, Moskva.

## Življenjepis
Med sovjetsko-japonsko mejno vojno leta 1939 je bil pripadnik 2. eskadrilje 22. lovskega letalskega polka, kjer je dosegel 2 zračni zmagi (po nekaterih podatkih pa 5+6).
Med drugo svetovno vojno je bil pripadnik 201. lovske letalske divizije in 10. gardne lovske letalske divizije; dosegel je 7 zmag.

## Nagrade
- Zlata zvezda Heroj Sovjetske zveze № 195
- Red Lenina, 2x
- Red rdeče zastave, 2x
- Red domovinske vojne, 3x
- Red rdeče zvezde
- mongolski Red za vojaško hrabrost
- češkoslovaški vojaški križec 1939